# 第104回天皇賞
第104回 天皇賞（だい104かい てんのうしょう）は、1991年10月27日に東京競馬場で行われた日本中央競馬会（JRA）主催のGI競走である。メジロマックイーンが1位入線したが、競走中に他馬の進路を妨害したことにより18着に降着となり、2位入線のプレクラスニーが繰り上がりで優勝。日本のGI競走における1位入線馬降着の最初の事例となった。

## レース施行時の状況
東京競馬場は朝からの激しい雨で12年ぶり不良馬場での競走となった。1番人気は当年の天皇賞（春）を制し、本競走への前哨戦となる京都大賞典を勝ったメジロマックイーン（武豊騎乗）で、単勝オッズは1.9倍と高い支持を受けていた。以下、GI競走での好走歴が多かったホワイトストーンが2番人気、前走・毎日王冠を制してここに臨んだプレクラスニーが3番人気に支持され、ここまでが一桁台の単勝オッズを示していた。

## 出走馬と枠順
1991年10月27日 第4回東京競馬第8日目 第10競走
天気：小雨、馬場状態：不良、発走時刻：15時35分
| 枠番 | 馬番 | 競走馬名           | 性齢 | 騎手       | オッズ        | 調教師     |
| ---- | ---- | ------------------ | ---- | ---------- | ------------- | ---------- |
| 1    | 1    | ナイスナイスナイス | 牡6  | 丸山勝秀   | 182.2（15人） | 長浜博之   |
| 1    | 2    | カミノクレッセ     | 牡5  | 南井克巳   | 12.2（5人）   | 工藤嘉見   |
| 2    | 3    | ミスタートウジン   | 牡6  | 加藤和宏   | 221.2（16人） | 福島信晴   |
| 2    | 4    | ホワイトストーン   | 牡5  | 田面木博公 | 4.8（2人）    | 高松邦男   |
| 3    | 5    | ホワイトアロー     | 牡5  | 横山典弘   | 76.1（10人）  | 小野幸治   |
| 3    | 6    | ムービースター     | 牡6  | 柴田善臣   | 48.7（9人）   | 坪憲章     |
| 4    | 7    | メジロマーシャス   | 牡7  | 田原成貴   | 16.9（6人）   | 池江泰郎   |
| 4    | 8    | プレジデントシチー | 牡9  | 本田優     | 334.6（18人） | 中尾謙太郎 |
| 5    | 9    | メイショウビトリア | 牡5  | 岡部幸雄   | 29.5（8人）   | 伊藤雄二   |
| 5    | 10   | プレクラスニー     | 牡5  | 江田照男   | 8.7（3人）    | 矢野照正   |
| 6    | 11   | フェイムオブラス   | 牝5  | 田中勝春   | 110.8（13人） | 田中良平   |
| 6    | 12   | ミスターシクレノン | 牡7  | 松永幹夫   | 97.9（12人）  | 小林稔     |
| 7    | 13   | メジロマックイーン | 牡5  | 武豊       | 1.9（1人）    | 池江泰郎   |
| 7    | 14   | カリブソング       | 牡6  | 柴田政人   | 11.6（4人）   | 加藤修甫   |
| 7    | 15   | ショウリテンユウ   | 牡8  | 西浦勝一   | 317.9（17人） | 山内研二   |
| 8    | 16   | モガミチャンピオン | 牡7  | 小島太     | 154.8（14人） | 境勝太郎   |
| 8    | 17   | リストレーション   | 牝6  | 的場均     | 77.0（11人）  | 柄崎孝     |
| 8    | 18   | ヌエボトウショウ   | 牝5  | 角田晃一   | 21.9（7人）   | 渡辺栄     |

- 江田照男はGI初騎乗。

## レース展開
スタートが切られると、メジロマックイーンとムービースターが好スタートを見せ、この2頭が前に出た状態で最初のコーナー（第2コーナー）に入った。ここでメジロマックイーンが内側に進路を取りながらコーナーを回ると、その脇を走っていたプレクラスニーが押圧され、さらに煽りを受けたメイショウビトリア、プレジデントシチーらの進路が狭まり、馬群が一時混乱。場内の電光掲示板に競走後の審議を示す青ランプが点灯したが、ファンや関係者、記者などが見守る観戦スタンドからは馬群の混乱は遠目に見えたものの、原因などの詳細は判別できなかった。第2コーナーを抜けると、プレクラスニーが先頭に立ち、続いてホワイトストーン、メジロマックイーンの順でレースが進んだ。
最終コーナー（第4コーナー）を回って最後の直線に入ると、スパートをかけたメジロマックイーンが逃げ粘りを図るプレクラスニーを一気に交わし、そのまま大きく差を広げていった。ゴールではメジロマックイーンがプレクラスニーに6馬身差を付けて1位で入線した。

## メジロマックイーンの降着
入線後に武はガッツポーズを見せ、そのままウイニングランを行った。正面スタンドに帰って来た際には何度もガッツポーズを繰り返し、観衆に向けてゴーグルを投げ入れるパフォーマンスも行なった。なお、入線後の向こう正面では、メジロマックイーンが審議対象であることを見越した柴田政人（カリブソング騎乗）が、「おいユタカ、ウィニングランはするなよ」と声を掛けていた。
その後検量室奥のビデオ室において、第2コーナーでメジロマックイーンが内側に入ろうとした際、プレクラスニー以下5頭の進路が狭くなった事について、該当者に対する事情聴取が行われた。まずプレジデントシチーに騎乗していた本田優がビデオ室に入り、両側から挟まれて行き場がなくなったと証言。続いて呼ばれたメイショウビトリア騎乗の岡部幸雄も同様の証言をした。プレクラスニー騎乗の江田照男は、第2コーナーでメジロマックイーンに押圧された場面について「寄られました」と述べ、もっと外には行けなかったかという質問に対しては、「僕も内から声を掛けたし、何とも……」と答えた。聴取を終えて江田が部屋を出るとき、裁決委員のひとりが「降着だな……マックイーンは」と呟いたという。最後に呼ばれた武は興奮しながら斜行を否定していたが、裁決委員から「明らかに内の馬を押圧して進路を妨害している」とパトロールビデオを見せられると、押し黙った。
聴取の終了後、検量室に出てきた裁決委員がメジロマックイーンの18着降着とプレクラスニーの繰り上がり優勝を告知し、GI競走史上初となる1位入線馬の降着が確定した。競走後15分後の事であった。降着理由はメイショウビトリア（16位入線）、プレジデントシチー（18位入線）およびムービースター（10位入線）に対する進路妨害で、武に対しては開催6日間の騎乗停止も科せられた。本田優は後に「後ろに弾かれた時に、メジロマーシャスにぶつからなければ落ちてたでしょうね。本当に危なかった。レースが終わってから『お前、よく落ちなかったな』とある騎手に言われましたよ」と振り返っている。
繰り上がり優勝の江田は、武が保持していた秋の天皇賞史上最年少制覇記録を更新した（19歳8ヶ月）。
処分の発表後、武は「悪い事をしたと思ったら、ガッツポーズもウイニングランもやりません。裁決室に呼ばれて、パトロールフィルムを見せられて、そこで自分の非に初めて気付いたんです」と弁明した。一方、メジログループ総帥の北野ミヤは処分および裁決委員の北野への口の利き方に対して激怒し、以降に続くジャパンカップ、有馬記念への出走拒否と、処分取り消しを求める提訴を示唆したが、両競走への出走を強く望む競馬ファンからの声などもあり態度を軟化させ、メジロマックイーンは両競走へ出走し、提訴も行われなかった。

## 競走結果
以下の情報は、netkeiba.comに基づく。
| 着順 | 枠番 | 馬番 | 競走馬名           | タイム | 着差      | 賞金（万円） |
| ---- | ---- | ---- | ------------------ | ------ | --------- | ------------ |
| 1    | 5    | 10   | プレクラスニー     | 2.03.9 | 6馬身     | 12000        |
| 2    | 7    | 14   | カリブソング       | 2.04.0 | 3/4馬身   | 4800         |
| 3    | 1    | 2    | カミノクレッセ     | 2.04.0 | ハナ      | 3000         |
| 4    | 8    | 17   | リストレーション   | 2.04.1 | 1/2馬身   | 1800         |
| 5    | 8    | 18   | ヌエボトウショウ   | 2.04.2 | 1/2馬身   | 1200         |
| 6    | 3    | 5    | ホワイトアロー     | 2.04.3 | 1/2馬身   |              |
| 7    | 2    | 4    | ホワイトストーン   | 2.04.3 | クビ      |              |
| 8    | 4    | 7    | メジロマーシャス   | 2.04.7 | 2 1/2馬身 |              |
| 9    | 3    | 6    | ムービースター     | 2.05.1 | 2 1/2馬身 |              |
| 10   | 6    | 11   | フェイムオブラス   | 2.05.3 | 1 1/4馬身 |              |
| 11   | 6    | 12   | ミスターシクレノン | 2.05.4 | 1/2馬身   |              |
| 12   | 7    | 15   | ショウリテンユウ   | 2.05.6 | 1 1/4馬身 |              |
| 13   | 8    | 16   | モガミチャンピオン | 2.05.7 | クビ      |              |
| 14   | 2    | 3    | ミスタートウジン   | 2.05.8 | 1/2馬身   |              |
| 15   | 5    | 9    | メイショウビトリア | 2.05.9 | クビ      |              |
| 16   | 1    | 1    | ナイスナイスナイス | 2.06.0 | 1/2馬身   |              |
| 17   | 4    | 8    | プレジデントシチー | 2.09.9 | 大差      |              |
| 18   | 7    | 13   | メジロマックイーン | 2.02.9 | 1位入線   |              |

### データ
| 1000m通過タイム     | 61.1秒（プレクラスニー）   |
| 上がり4ハロン       | 49.6秒                     |
| 上がり3ハロン       | 37.6秒                     |
| 優勝馬上がり3ハロン | 38.6秒                     |
| 上がり最速3ハロン   | 37.0秒（リストレーション） |

### 払戻金
| 単勝式 | 10    | 870円   |
| 複勝式 | 10    | 300円   |
| 複勝式 | 14    | 340円   |
| 複勝式 | 2     | 380円   |
| 枠連   | 5-7   | 560円   |
| 馬連   | 10-14 | 4,700円 |

枠番連勝は降着の影響を受けなかったが（メジロマックイーンと繰り上がり2着のカリブソングが同枠）、この年に導入された馬番連勝は高配当となった。

## 記録
- メジロマックイーンの18着は、JRA主催GIにおける降着による着順としては歴代最低タイとなっている[16]1着から最下位への降着は現在に至るまで史上唯一である。
- 1位入線のタイム2:02.9は第96回優勝馬ニッポーテイオーの1:59.7を下回る同レース最遅記録となった（2024年現在は2017年の2:08.3に次いで同レース史上2位）[17]
- プレクラスニー騎乗の江田照男は当時19歳8ヶ月19日で、グレード制導入後の同レース最年少勝利騎手となった[18]

## 評価・批評

### 武・江田の騎乗について
武の騎乗に対しては競走直後より騎手の間から不満の声が上がり、検量室内ではカミノクレッセ騎乗の南井克巳や、リストレーション騎乗の的場均ほか数々の騎手が、自らが受けた不利を大声で話し合う様子が見られた。メイショウビトリア騎乗の岡部幸雄は怒りを露わにし、2位入線のプレクラスニーに騎乗した江田照男に「お前が2着だったんか?」と尋ね、「はい、そうです」と答えた江田に、「ひでえ乗り方するよな。あれじゃ競馬にならねえよな。」と愚痴り、返す刀で記者に対し「ユタカは失格だな。危ねえったらありゃしねえ。後ろの馬は競馬になんねえよ」と吐き捨てた。寡黙な岡部がここまで怒りを露わにするのは珍しく、記者達の間にも緊張が走った。また、被害を受けた騎手たちが「あれだけの反則を処分しないなら、みんなで異議申し立てに行くぞ」と息巻く場面もあった。
パトロールビデオを見た作家の岩川隆は、「これは降着も仕方がないよ、武豊君、なぜ"焦った"のだ、ひどい、というのが実感だった。私も長いあいだ競馬場に通っているが、これだけの大レースで、これだけ多頭数の馬たちが、"斜行"のあおりをくらって一頭は落馬寸前になるような光景を見たことがない。残念ながら武豊騎手のミスだろう」と述べている。競馬評論家の山野浩一は、メジロマックイーンが内へ切れ込んだ後に、好位を取った武はハイペースと見てスピードを落とし、他馬の騎手は引き続きポジションを取ろうと加速していた点に着目し、「インに入り、スピードを押さえ、そこがカーブであったという3つの条件が重なって起きたインターフェアであった」と分析している。さらに山野は「武騎手にはある程度不運な降着だったとは思うが、だからといって全く予測できないインターフェアでもなかっただろう。武騎手に限らず多くの騎手に一つの教訓を残し、競馬学校で教えることが一つ増えたインターフェアでもあった」とも評した。いっぽう、メジロマックイーンのファンである大学教授の植島啓司は、「何度ビデオを見直しても、武豊の選んだコースだけを見ると、ごく普通のものである。あれより外に走ったら、ほとんど逸走に近い。インがごちゃついたのが不運だった。そうとしか言いようがない。インに入るのが1秒早かったというのは結果論だ」と武を擁護している。
一方、大きな混乱には江田の騎乗にも一因があると説く者もいた。競馬評論家の大川慶次郎は次のように述べている。
また、日刊スポーツ記者の松田隆は、「仮にそこで江田騎手が引いていたら、恐らくプレジデントシチーが弾き飛ばされることもなく、武豊騎手は過怠金1万円程度で済んでいたかもしれない」と述べている。さらに、武と親しいライターの島田明宏は、武が進路妨害に至った「誤算」のひとつとして、「自分の内から強引に上がっていったプレクラスニーの騎乗者が血気盛んな若者であることを、さして気に留めていなかったこと」という点を挙げている。
江田は競走前、管理調教師の矢野照正から道中先頭でレースを進めるよう指示を受けており、第2コーナーでの騎乗について次のように説明している。
松田隆はこうした事情を踏まえ、「デビュー2年目の江田騎手にとって、調教師の言葉に背き、しかも斜行して進路をふさいできた大本命のマックイーンに進路を譲るようでは、勝負師として失格のらく印をおされる」と江田を擁護している。

### 降着処分について
圧倒的な強さを見せた1番人気馬の最下位降着ということもあり、その処分については、厳正な制度適用を評価する意見と、厳し過ぎるという意見が混在していた。
山野浩一は、従来の競馬会の処分について「メジロマックイーンのような人気馬で、しかも天皇賞のような大レースの場合は、いわば政治的判断で騎手を罰しても、着順にはタッチしなかったと考えられる部分がある」としたうえで、「競馬会が何よりもファンや関係者の良識を信じ、ルールの厳格な適用に踏み切ったのは一大ヒットと言える」と評した。また、岩川隆は、「この"斜行"が不問に付されていたら、かえって大問題に発展していたことだろう」、「このたびの毅然とした裁決は、今後も同じように公正であることを願うとともに、かなしい出来事として受けとめるしかない」と述べている。翌日この件を一斉に報じたスポーツ新聞各紙も、競馬会に対しては概ね好意的であった。年末の東京競馬記者クラブ賞の選考の席上では、冗談交じりながら本競走の裁決委員の名を挙げる声もあった。
否定的な意見では大川慶次郎が前述のような批評を行っているほか、植島啓司は、「メジロマックイーンの優勝だけは、最低限認めてほしいところだった。どんなに正しい裁定であるにせよ、ほとんど全ての人が納得いかないでいるのは、やはり異常ではないか」と疑問を呈した。また、プレクラスニーの生産者である嶋田克昭は、「表彰台に立っている人間はみんな顔がひきつってました。スタンドにただよっている何とも言えない雰囲気を一身に感じ、自分も本当に強いのはメジロマックイーンだと分かっているだけに、よけい辛かった。表彰台に立っている時間が、いかに長く感じられたことか。1時間にも2時間にも感じられた。この気持ちの複雑さはしばらく晴れそうにない。2着で良かったんですよ。その方が気分は楽でした」と述べている。

### その他提起された問題
以前から東京競馬場・芝2000mのコースには、外枠発走馬の不利と、外枠に強力な先行馬が入った場合の最初のコーナーにおける混雑の危険性が騎手からも指摘されていた。マックイーンの降着に批判的だった植島啓司は、「騎手たちが怒るんだったら、府中の二〇〇〇メートルではもう競馬はできない、と言った方がいい。あの第2コーナーが直角にカーブしている変則コースでは、いままでにも数多くのトラブルがあった。それを今後は絶対に許さないというのだったら、仕方がない。マックイーンは運が悪かったのだ」と述べた。このコース形態の問題は、天皇賞（秋）の距離が3200mから2000mに短縮される前年（1983年）に、日本中央競馬会の内部で発足した「競馬番組研究会」の席上で指摘され、そうしたコースで天皇賞を行うことに疑問の声が出ていたが、「研究会は距離体系の見直しする場でコース云々の議論は適当ではない」という意見に流されて終わっていた。東京競馬場は2002年から全面改修が行われ、2000mコースにはスタート地点から最初のコーナーまでに新たに約100mの直線が設定されたが、外枠不利の問題は依然として解消されていない。また、メジログループ総帥の北野ミヤは、競馬会の処分と非礼に硬化させた態度を緩める過程で「東京2000mでの最大出走頭数を減らして欲しい」と強く要望したが、これは実現していない。
また、日刊競馬編集長の柏木集保やサンケイスポーツ記者（当時）の片山良三は、審議となったレースについて降着・失格が無かった場合にはパトロールビデオが公開されないことについての不満を表明し、制裁が行われる例とそうでない例の間に存在する判断基準が不明瞭であると批判した。パトロールビデオ公開については、1999年より処分の有無に関わらず審議対象となった競走は競馬場内で公開、2004年からはJRAのホームページにおいても閲覧が可能となった。

## テレビ・ラジオ実況
- ラジオたんぱ（現・ラジオNIKKEI）
  - 実況：佐藤泉
- フジテレビ
  - 実況：三宅正治
  - 解説：大川慶次郎（競馬評論家）
  - ゲート前リポーター：塩原恒夫
  - 検量室前リポーター：青嶋達也